# ویندوز فتو ویور
ویندوز فتو ویور (انگلیسی: Windows Photo Viewer) (به پارسی: نمایشگر عکس ویندوز) یک برنامه نمایشگر تصویر است که توسط مایکروسافت توسعه‌یافته است که از ویندوز ۷ به بعد با این نام منتشر شد. این برنامه هم‌چنین در ویندوز اکس‌پی و ویندوز سرور ۲۰۰۳ به‌نام Windows Picture and Fax Viewer مورد استفاده قرار داشت. این برنامه موقتا با برنامه ویندوز فتوگالری در ویندوز ویستا جایگزین شد ولی دوباره در ویندوز ۷ پدیدار شد. این برنامه پس از برنامه «Imaging for Windows» آمد.

این برنامه می‌تواند همه تصاویر را نمایش دهد تصاویر در پوشه را به گونه اسلاید شو نمایش دهد و آن‌ها را ۹۰ درجه بچرخاند، از آن‌ها چاپ بگیرد، در رایانامه بفرستد، آن‌ها را رایت کند و چندین کار دیگر را انجام دهد. این برنامه از تصویرهایی در فرمت BMP، JPEG، PNG ICO، GIF و TIFF پشتیبانی کند.